# Michał Mak
Michał Mak (Sucha Beskidzka, 14 novembre 1991) è un ex calciatore polacco, di ruolo attaccante.

## Biografia
È fratello gemello di Mateusz Mak, anch'egli calciatore.

## Carriera

### Club
Ha giocato nella prima divisione polacca.

### Nazionale
Nel 2011 ha giocato una partita con l'Under-21 polacca.

## Palmarès

### Club

#### Competizioni nazionali
- Campionato polacco di seconda divisione: 1

GKS Bełchatów: 2013-2014
- Coppa di Polonia: 1

Lechia Danzica: 2018-2019
- III liga: 1

Wieczysta Cracovia: 2023-2024 (gruppo IV)